# 이정도
이정도(李正道, 1965년 12월 25일 ~ , 경상남도 합천군)는 대한민국의 공무원이다.

## 생애
1992년 7급 공무원 시험에 합격하여 공직을 시작했다. 기획재정부 예산실 행정안전예산심의관으로 일하다가 2017년 문재인 정부 초대 총무비서관으로 임용되었다. 통상 대통령 측근을 총무비서관으로 등용하는데 정통 관료 출신을 기용하여 주목을 받았다.
이재명 정부 관리 비서관으로 채용되었다.

## 학력
- 초계중학교
- 초계종합고등학교
- 창원대학교 행정학과

## 경력
- 2002년 10월 : 기획예산처 예산실 예산기준과
- 2006년 6월 : 대통령비서실 경제정책수석실 경제정책행정관
- 2008년 3월 : 기획재정부 장관실 비서관
- 2009년 2월 : 기획재정부 예산실 농림수산예산과장
- 2011년 1월 : 기획재정부 예산실 사회예산심의관실 문화예산과장
- 2012년 9월 : 기획재정부 인사과장
- 2014년 7월 : 기획재정부 복권위원회사무처 사무처장
- 2016년 2월 : 국립외교원 파견
- 2016년 10월 ~ 2017년 5월 : 기획재정부 예산실 행정안전예산심의관
- 2017년 5월 ~ 2022년 5월: 대통령비서실 총무비서관
- 2025년 6월 ~ : 대통령비서실 관리비서관 (청와대 복귀 T/F 팀장)